# Chase Jacksonová
Chase Foster Jacksonová, rozená Ealeyová (* 20. července 1994) je americká atletka, dvojnásobná mistryně světa ve vrhu koulí.
Je rovněž stříbrnou medailistkou z halového mistrovství světa v Bělehradě, kde hodem 20,21 m vyrovnala severoamerický halový rekord Michelle Carterové z roku 2016.

## Osobní rekordy

### Dráha
- 20,51 m – 26. červen 2022, Eugene

### Hala
- 20,21 m – 18. března 2022, Bělehrad (AR, NR)